# Samuel Gustafson
Samuel Gustafson (Mölndal, Suecia, 11 de enero de 1995) es un futbolista sueco. Juega de centrocampista en el Urawa Red Diamonds de la J1 League.

## Clubes
| Club                          | País   | Año       | Partidos | Goles | Prom. g |
| ----------------------------- | ------ | --------- | -------- | ----- | ------- |
| BK Häcken                     | Suecia | 2013-2016 | 84       | 15    | 0,18    |
| Torino F. C.                  | Italia | 2016-2019 | 11       | 0     | 0       |
| A. C. Perugia Calcio (cesión) | Italia | 2018      | 20       | 1     | 0,05    |
| Hellas Verona (cesión)        | Italia | 2018-2019 | 33       | 1     | 0,03    |
| U. S. Cremonese               | Italia | 2019-2021 | 54       | 0     | 0       |
| BK Häcken                     | Suecia | 2021-2023 | 82       | 4     | 0,05    |
| Urawa Red Diamonds            | Japón  | 2024-     | 29       | 2     | 0,07    |
| Total                         |        |           | 313      | 23    | 0,07    |

## Vida privada
Su hermano gemelo, Simon, también es futbolista, jugó para el Feyenoord y fue compañero de equipo de Samuel en el BK Häcken. 

## Palmarés

### Campeonatos nacionales
| Título         | Club      | País   | Año     |
| -------------- | --------- | ------ | ------- |
| Copa de Suecia | BK Häcken | Suecia | 2015-16 |
| Allsvenskan    | BK Häcken | Suecia | 2022    |
| Copa de Suecia | BK Häcken | Suecia | 2022-23 |